# Moncayolle-Larrory-Mendibieu
Moncayolle-Larrory-Mendibieu (på baskiska: Mitikile-Larrori-Mendibile) är en kommun i departementet Pyrénées-Atlantiques i regionen Nouvelle-Aquitaine i sydvästra Frankrike. Kommunen ligger i kantonen Mauléon-Licharre som tillhör arrondissementet Oloron-Sainte-Marie. År 2022 hade Moncayolle-Larrory-Mendibieu 289 invånare.

## Befolkningsutveckling
Antalet invånare i kommunen Moncayolle-Larrory-Mendibieu
| Referens: INSEE |